# Hamilton Deane
Hamilton Deane (1880-25 de octubre de 1958) fue un actor, dramaturgo y director irlandés. Desempeñó un papel clave en la popularización de Drácula, la novela de Bram Stoker de 1897, como obra de teatro en 1924 y como película en 1931.

## Biografía
Deane nació en New Ross, en el condado de Wexford, y creció en Clontarf, un suburbio de Dublín. Su familia vivía cerca de las familias de Bram Stoker y Florence Balcombe (esposa de Stoker), y su madre había conocido a Bram Stoker en su juventud.
Deane entró en el teatro de joven, actuando por primera vez en 1899 con la Henry Irving Company (Stoker fue director de escena de Henry Irving durante muchos años). Incluso antes de formar su propia compañía a principios de la década de 1920, Deane había estado pensando en llevar Drácula al escenario. Stoker lo había intentado en 1897, pero el veredicto de Irving lo relegó a la papelera. Incapaz de encontrar un guionista que se hiciera cargo del proyecto, Deane escribió él mismo la obra en un periodo de inactividad de cuatro semanas mientras padecía un fuerte resfriado. Después se puso en contacto con Florence Stoker, la viuda de Bram, y negoció un acuerdo por los derechos dramáticos.
Deane reimaginó al conde Drácula como un personaje más urbano y teatralmente aceptable, capaz de entrar en la sociedad londinense. Fue idea de Deane que el conde vistiera un esmoquin con cuello alto y una capa vaporosa que ocultaba a Drácula mientras se deslizaba por una trampilla en el suelo del escenario, dando la impresión de que había desaparecido. Deane también dispuso que hubiera una enfermera uniformada en las representaciones, lista para administrar sales aromáticas en caso de que alguien se desmayara.

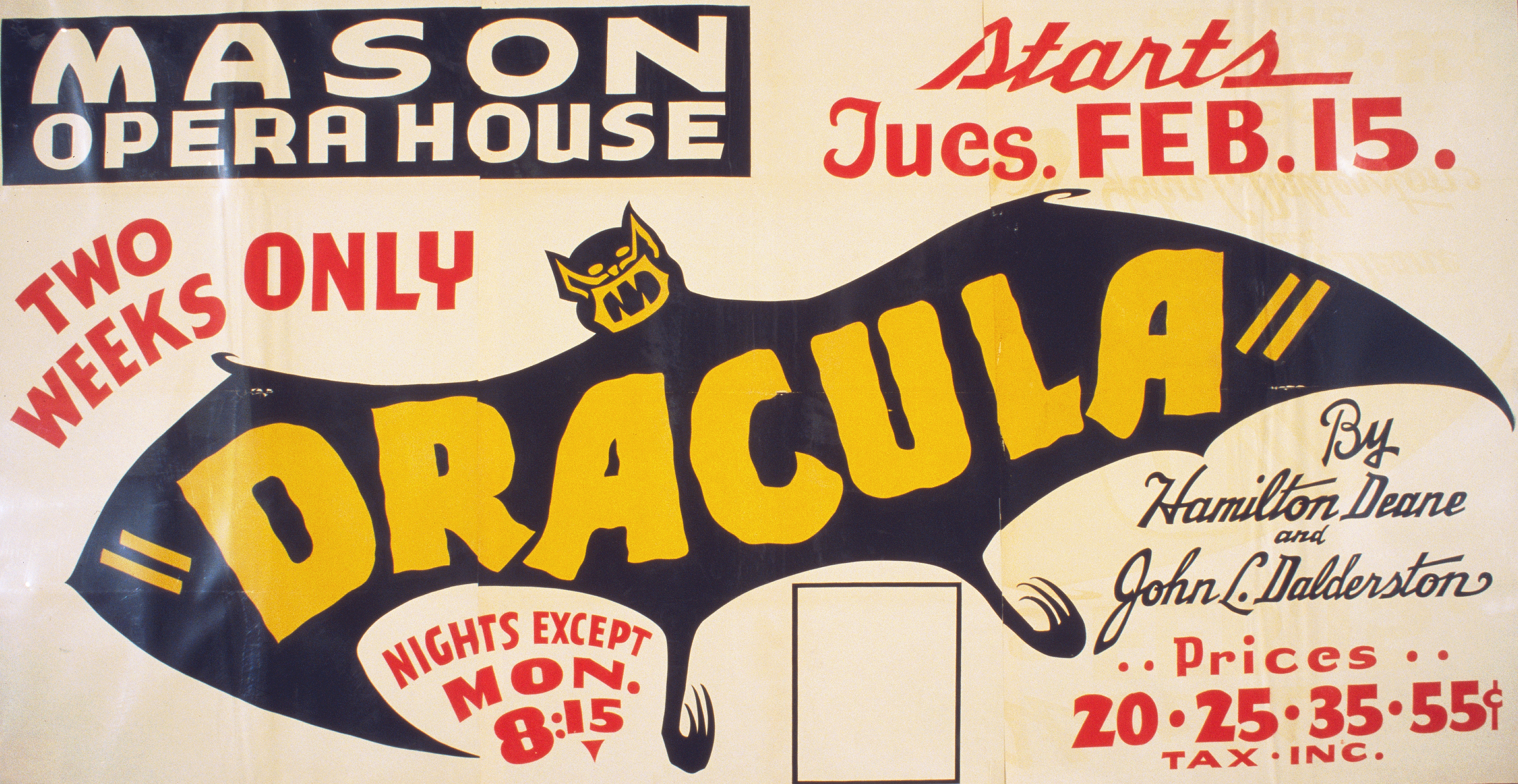
Póster para una producción del Federal Theatre Project de Drácula en 1938

La obra de Deane se estrenó en el Grand Theatre de Derby en junio de 1924. A pesar de los recelos de la crítica, al público le encantó. Con Raymond Huntley como el Conde y Deane como Van Helsing, fue un gran éxito y estuvo de gira durante años.En un principio, Deane tenía la intención de interpretar él mismo el papel del conde. Cuando la obra cruzó el Atlántico en 1927, el papel de Drácula recayó en el entonces desconocido actor húngaro Béla Lugosi. Para su estreno en Estados Unidos, Drácula fue reescrito por el dramaturgo estadounidense John L. Balderston. El espectáculo se representó durante un año en Broadway y dos años más en gira, batiendo todos los récords anteriores de cualquier espectáculo puesto en gira en Estados Unidos. Es la interpretación de Deane/Balderston en la que se basó la clásica película Drácula (1931) de Tod Browning.

## Obras
- Deane, Hamilton, y John L. Balderston. Drácula: The Vampire Play in Three Acts. New York: Samuel French, 1927.

### Texto citado
Hollywood Gothic: The Tangled Web of Dracula from Novel to Stage to Screen. New York: W. W. Norton & Company, 1990.  ISBN 0-233-98766-5